# Choroš oříš
Choroš oříš (Polyporus umbellatus (Pers.) Fr. 1821) je vzácná houba z čeledi chorošovitých. Roste především na kořenech a bázích kmenů listnatých stromů, z jejichž rozkládajícího se dřeva získává živiny. V České republice je považován za zranitelný druh.

## Synonyma
- Agaricus ramosus Vent.[2]
- Boletus polycephalus Pers. 1801[2]
- Grifola umbellata (Pers.) Pilát 1934[2]
- Polypilus umbellatus (Pers. ex Fr.) Bond. et Sing.[3]
- Polyporus ramosissimus Schaef. 1770[4]

česká jména
- choroš oříš
- choroš větvený
- trsnatec oříš
- trsnatec větvený

lidová jména
- oříš
- diviš
- kotrč

## Vzhled

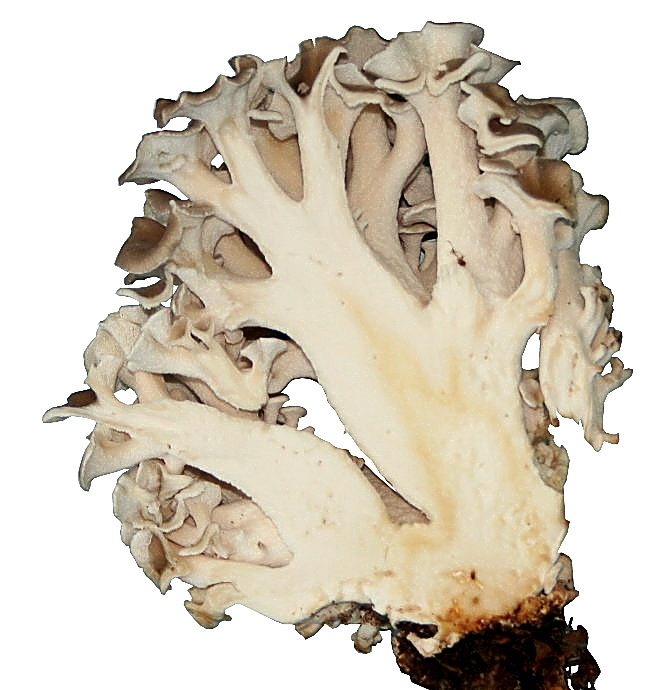
Podélný řez plodnicí

### Makroskopický
Plodnice jsou tuhé, rozměrné, dorůstají až 100–500 milimetrů a dosahují nezřídka hmotnosti až 4 kg. Skládají se z desítek až stovek menších klobouků spojených rozvětvenými třeni, které se směrem k bázi spojují do jednoho celku.
Klobouk dosahuje průměru 15–40 milimetrů, je tenký, plochý až nálevkovitý a povrch má okrový až světle hnědý či šedohnědý s paprsčitě vláknitou až šupinkatou kresbou.
Rourky jsou 1–2 milimetry dlouhé, výrazně sbíhají na třeň. Póry 1–3 na milimetr, sbíhající mohou být protažené až na 2 milimetry. Zbarvené jsou bíle až světle okrově.
Třeň u báze dosahuje průměru až 50 milimetrů, vyrůstá z podzemního sklerocia a je zbarvený podobně jako póry.
Dužnina má bělavé zbarvení, mírnou chuť a příjemnou vůni, která bývá některými autory popisována jako slabě koprová nebo fenyklová.

### Mikroskopický
Výtrusy dosahují 7,5 - 10 × 3 - 4 μm, jsou podlouhlé, skoro válcovité, na konci šikmo stažené, bezbarvé, hladké a obvykle uzavírají několik olejových kapek.

## Výskyt

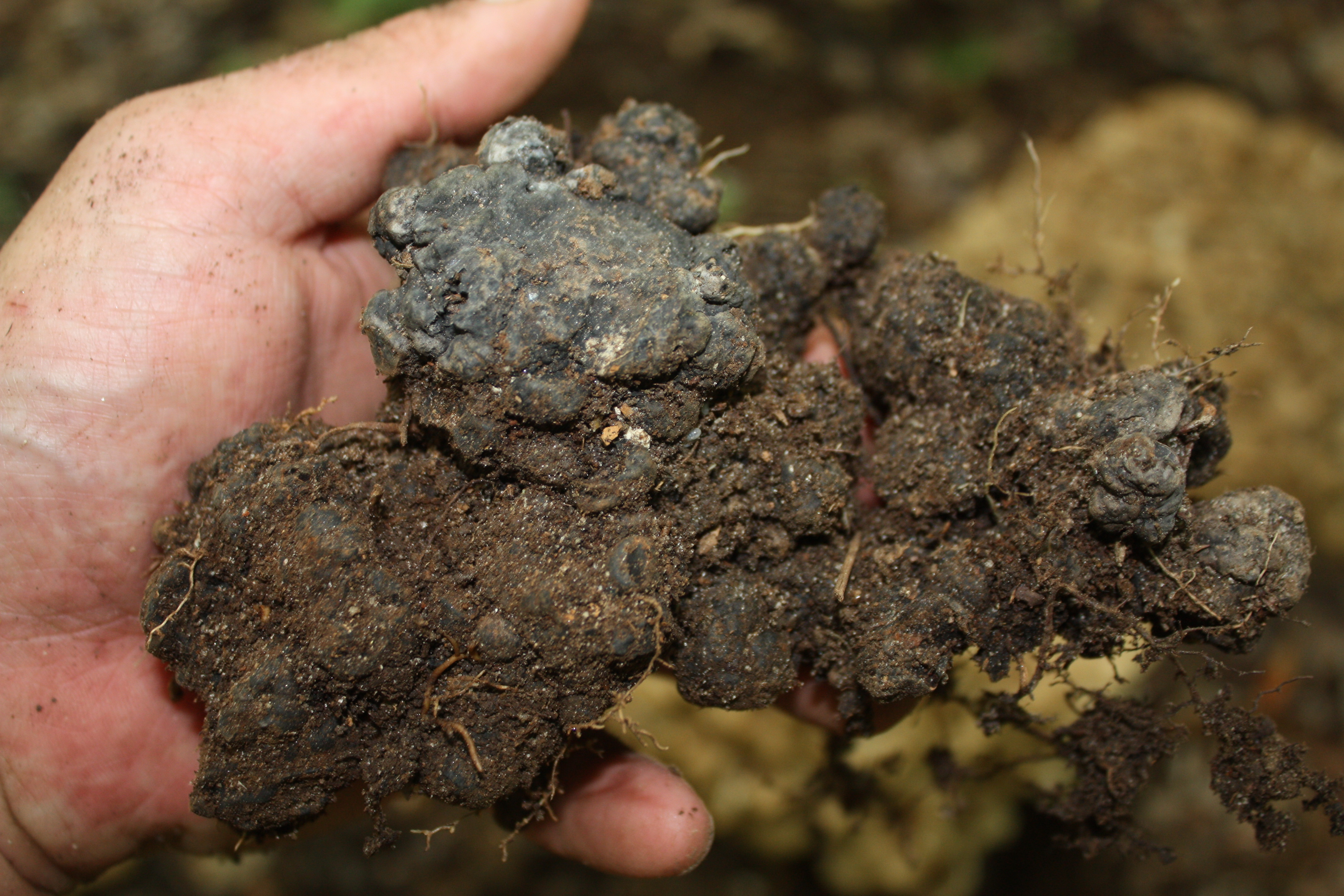
Podzemní sklerocium choroše oříše

Jde spíše o teplomilný druh rozšířený v pahorkatině na kyselých půdách. Pilát jej uvádí mezi typickými druhy kyselých doubrav a oligotrofních habrových doubrav (svaz Quercion robori-petraeae Br.–Bl. 37 a svaz Carpinion) s tím, že se vzácně může objevit i na teplých místech v horách. Roste ze zanořeného či částečně zanořeného dřeva, jako jsou kořeny nebo paty kmenů. Preferuje dřevo dubů, objevuje se i na bucích a habrech, méně často na jiných listnáčích, velmi vzácně na jehličnanech. Houba roste z podzemního sklerocia, na lokalitě vytrvává až desítky let. Houba fruktifikuje především od června do srpna, méně v září, ojediněle i v říjnu.

## Rozšíření

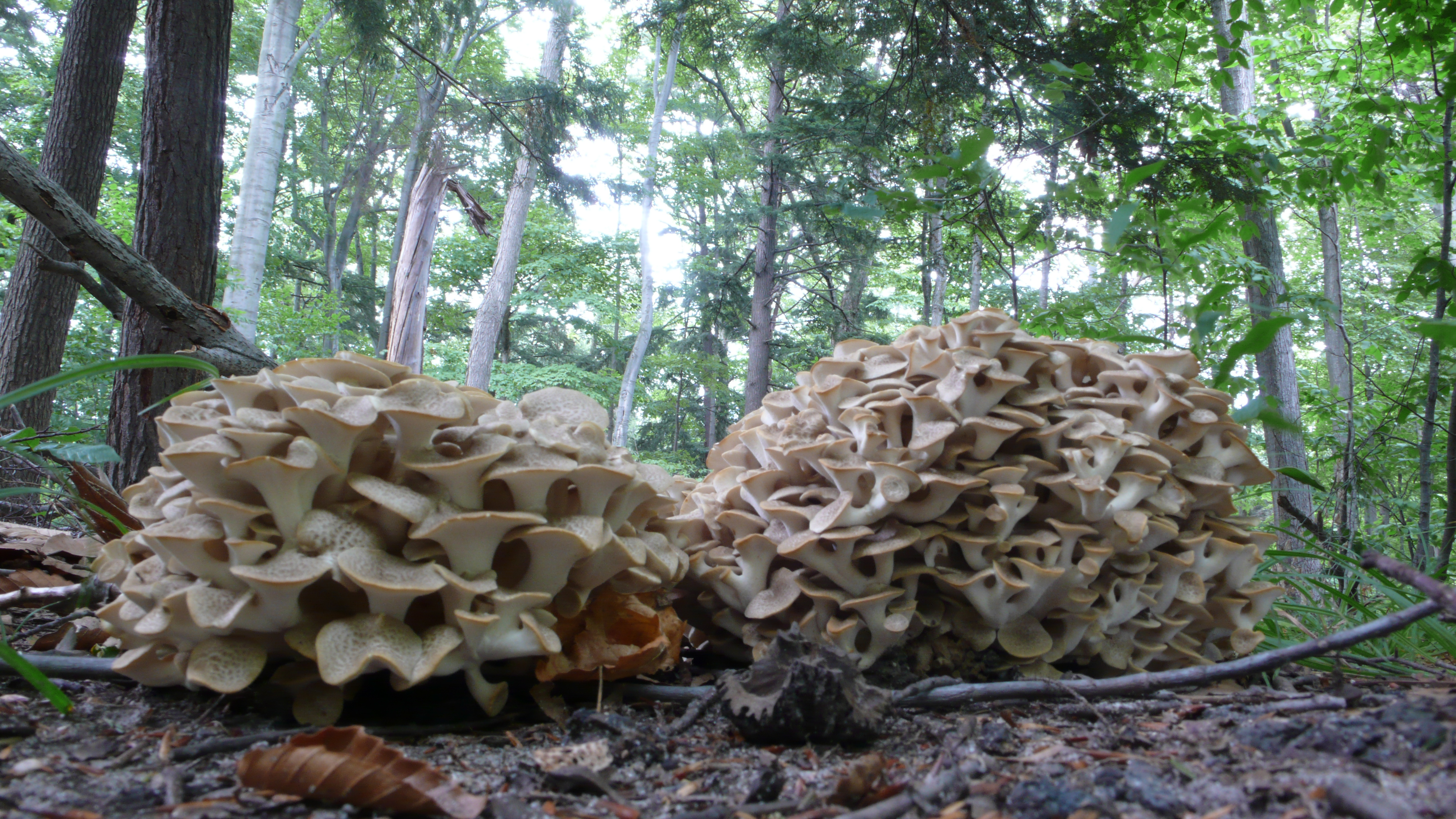
Dospělé plodnice

Roste v mírném pásu severní polokoule. V roce 1962 byl choroš oříš Výborem pro mapování hub v Evropě zahrnut mezi 100 druhů hub, jejichž výskyt byl monitorován v celoevropském měřítku. Na základě dat shromážděných v této akci bylo zjištěno, že nejníže položená lokalita na území tehdejšího Československa leží v nadmořské výšce zhruba 130 m n. m. a nejvýše položená zhruba v 750 metrech. Většina tuzemských lokalit (podle Kotlaby 133 ze 149) leží ve stupni pahorkatiny. V České republice byly publikovány nálezy z následujících chráněných území:
- Bílé Karpaty[9] (Jihomoravský a Zlínský kraj)
- Český kras (Středočeský kraj)
  - Karlštejn[3] (okres Beroun)
  - Koda[10] (okres Beroun)
- Podyjí[11] (Jihomoravský kraj)
- Poodří[12] (Moravskoslezský kraj)
- Vrch Baba u Kosmonos[13] (okres Mladá Boleslav)

## Praktický význam
Byl zahrnutý v tzv. Pražském regulativu z roku 1909, seznamu hub, které bylo možné prodávat na území Prahy. V roce 1937 byl zařazen mezi tzv. kodexové houby, tedy jedlé houby, které lze prodávat na trzích (na celém území Československa). Spadal do kvalitativně nejnižší kategorie (kuchyňská využitelnost je omezená především z důvodu tuhé konzistence houby, některým osobám je nepříjemné výrazné aroma houby). Od roku 1964 už jej bylo možné vykupovat pouze pro průmyslové zpracování. Od roku 2003 již nepatří mezi tržní houby a jeho sběr ke kuchyňské spotřebě se nedoporučuje. Z plodnic choroše oříše byla izolována řada chemických látek s potenciálně léčivými účinky, jejichž testování se věnovala řada studií. Některých výtažků využívají kosmetické firmy pro přípravky na podporu růst vlasů, nesprávné dávkování léčivé složky ovšem může mít opačné účinky. Protože je možné choroš oříš pěstovat a tím zajistit objem suroviny potřebný pro průmyslové zpracování, je obsahovým látkám houby a jejich účinkům věnována značná pozornost.

## Ochrana
Choroš oříš je v České republice vzácný a z řady původních lokalit vymizel. Z tohoto důvodu byl podán návrh na vyřazení ze seznamu tržních hub, tento návrh odráží legislativa z roku 2003, která již obchodování s tímto druhem nepovoluje. Byl zařazený do Červeného seznamu hub (makromycetů) České republiky jako zranitelný druh (VU). Plodnice proto není vhodné sbírat ke kuchyňské spotřebě. V Polsku, Maďarsku a Estonsku je zákonem chráněný, v Bulharsku, Rakousku a na Ukrajině je řazen k ohroženým druhům.